# Bruno Miguel Fernandes Ribeiro
Bruno Miguel Fernandes Ribeiro (Setúbal, 22 de Outubro de 1975) foi um futebolista português que jogou no Vitória de Setúbal, no Leeds United, no Sheffield United, no União de Leiria, no Beira-Mar e no Santa Clara.
Como treinador, já liderou, em Portugal: o Vitória de Setúbal, o Farense, o Moura, o Pinhalnovense, o Académico de Viseu, o Port Vale, o Salgueiros, o Cova da Piedade e o Olhanense. Na Bulgária: o Ludogorets Razgrad, pelo qual disputou rondas de qualificação para a UEFA Champions League. Por fim, em Angola treinou o Interclube.
Atualmente encontra-se sem clube.